# Corse (Gloucestershire)
Corse – wieś w Anglii, w hrabstwie Gloucestershire. Leży 12 km na północ od miasta Gloucester i 159 km na zachód od Londynu.